# Прай-Ла-Куард
Прай-Ла-Куард (фр. Prailles-La Couarde) — муніципалітет у Франції, у регіоні Нова Аквітанія, департамент Де-Севр. Прай-Ла-Куард утворено 1 січня 2019 року шляхом злиття муніципалітетів Ла-Куард i Прай. Адміністративним центром муніципалітету є Прай. Населення — 945 осіб (01.01.2021).